# Ignacio Mateu
Ignacio Mateu Istúriz (Madrid, alrededor de 1959-Arechavaleta, 26 de julio de 1986) fue un teniente de la Guardia Civil, asesinado por la banda terrorista Euskadi Ta Askatasuna. A su padre, José Francisco Mateu Cánoves, lo había asesinado la misma organización ocho años antes.

## Biografía
Natural de Madrid, nacido en 1959. Era uno de los siete hijos de José Francisco Mateu Cánoves, último presidente del Tribunal de Orden Público antes de su disolución y magistrado del Tribunal Supremo, asesinado por Euskadi Ta Askatasuna (ETA) en 1978 en un atentado perpetrado por el comando Argala bajo las órdenes del entonces dirigente Domingo Iturbe Abasolo. Si bien los autores materiales del asesinato habían sido Jean Parot y Frédéric Haramboure, tan solo fue condenado por él el cabecilla del comando y hermano del primero, Henri Parot.
Mateu Istúriz accedió a la Guardia Civil en 1981 y trabajó durante tres años en el Grupo de Acción Rápida (GAR), en aquellos años dedicado a la lucha frente a ETA. Llegó a ser teniente. El 26 de julio de 1986, varios terroristas arrojaron granadas contra la casa cuartel de Arechavaleta. Mateu Istúriz inspeccionaba junto a su compañero del GAR Adrián González Revilla las inmediaciones del cuartel después del ataque cuando les explotó una bomba trampa oculta entre la maleza. Aunque González Revilla falleció en el acto, a Mateu Istúriz fue posible trasladarlo hasta la localidad vecina de Mondragón para atenderlo. Sin embargo, falleció en el trayecto desde Mondragón hasta Vitoria, donde iba a brindársele asistencia en la clínica Ortiz de Zárate. Tenía 27 años. Después de celebrarse un funeral en el cuartel que el GAR tenía en Logroño, a Mateu Istúriz se le dio sepultura en Madrid.
El sospechoso de haber participado en el atentado, Luis Enrique Gárate Galarza, conocido también por el sobrenombre de Zorro, sería detenido en Francia en febrero de 2004.